# Boulonneuse

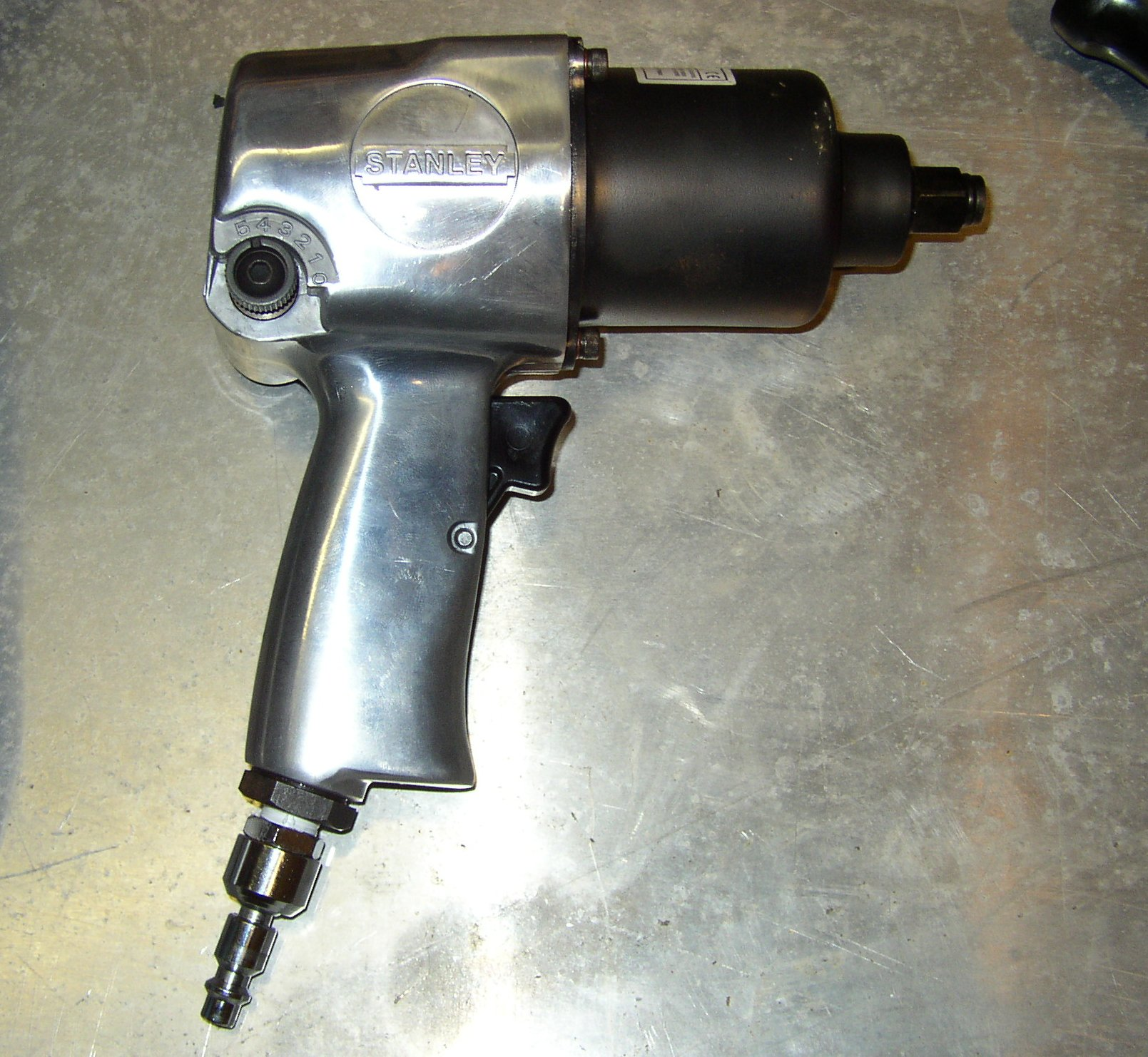
Une clé à chocs 1/2".

Une boulonneuse ou clé à choc est un outil électroportatif ou pneumatique servant à boulonner ou à déboulonner rapidement (voir : boulon = vis + écrou).
Cet outil remplace, quand l'espace le permet (encombrement de l'outil), l'usage traditionnel des clés. Cependant, pour un serrage au couple précis, il ne remplace pas une clef dynamométrique.